# Srpanjske žrtve
Srpanjske žrtve je naziv za žrtve pokolja koji se zbio 29. srpnja 1845. godine u Zagrebu prilikom protumađaronskih prosvjeda.

## Povijest
Na pripremama skupštine zagrebačke županije 1845. godine krivotvoreni su potpisi, kako bi bilo više mađarona a manje narodnjaka. Kraljevom naredbom popis plemića za skupštinu napravljen je prema onim iz 1835. godine, što je također išlo na ruku mađaronima. Skupština je počela s radom 28. srpnja, dan kasnije, 29. srpnja 1845. na Trgu svetog Marka u Zagrebu oko 19 sati časnik je ranio Mirka Bogovića, potom su vojnici zapucali na zapovijed pukovnika. Poginulo je 13 ljudi te ranjeno 27 ljudi. Prvi hitac ispaljen je iz kuće mađaronskog odvjetnika Tadije Ferića koja se nalazila na kutu Trga svetog Marka i Mletačke ulice.
Na pogrebu srpanjskih žrtava se okupilo mnoštvo naroda te su demonstrirali odlučnost u borbi protiv mađarskog hegemonizma u Hrvatskoj. Žrtve su pokopane na Jurjevskom groblju, a potom premještene na Mirogoj.
Sličan događaj zbio se 22. svibnja 1897. godine u Bošnjacima, kad je na dan izbora za Sabor Kraljevine Hrvatske i Slavonije ubijeno osam, a ranjeno osamdeset osoba od protuhrvatski raspoloženog režima. Događaj je poznat kao Krvavi izbori u Bošnjacima.